# Georges Lallemant

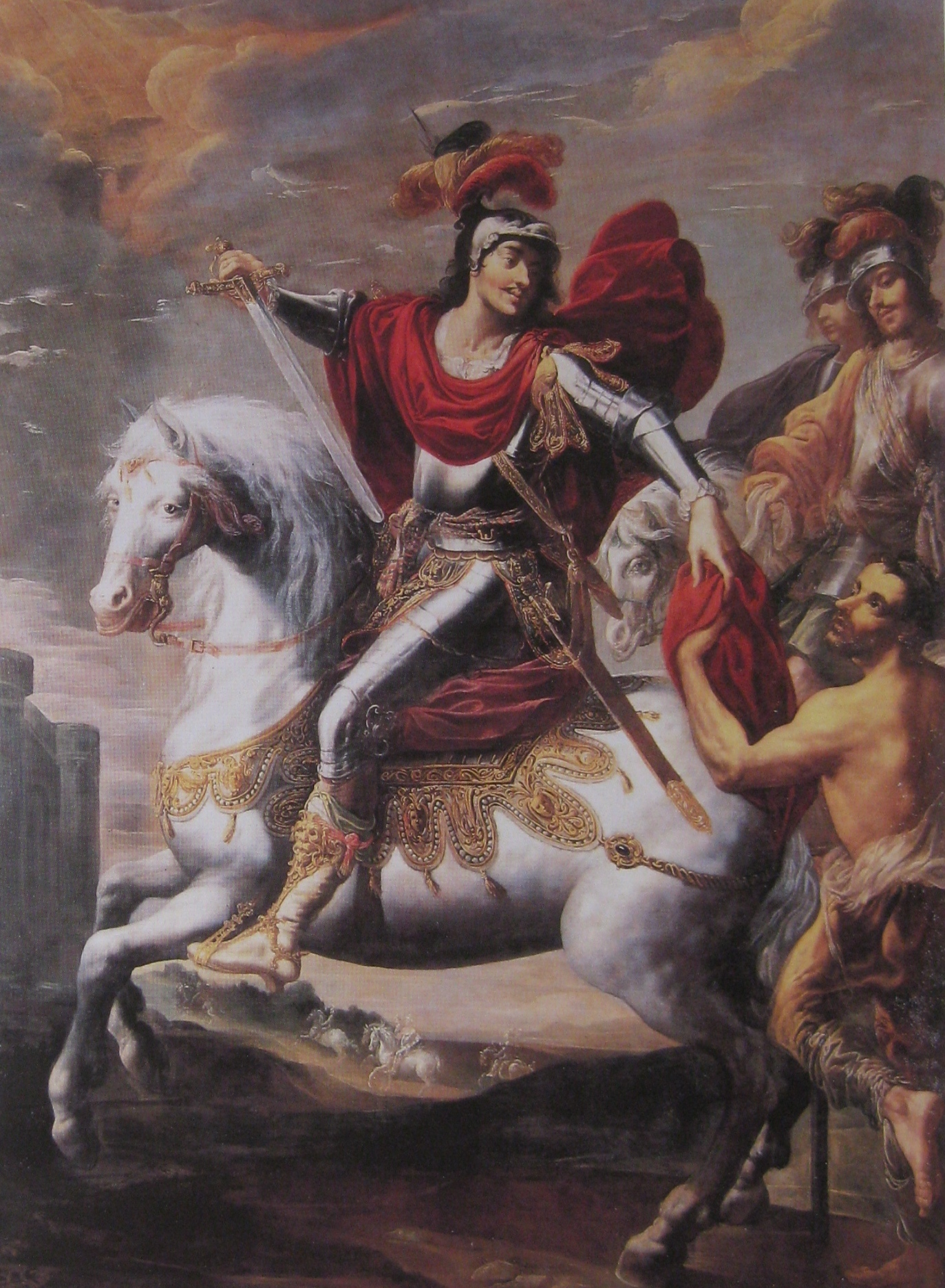
Georges Lallemant: Saint Martin, 1625–1636, Musée Carnavalet in Paris

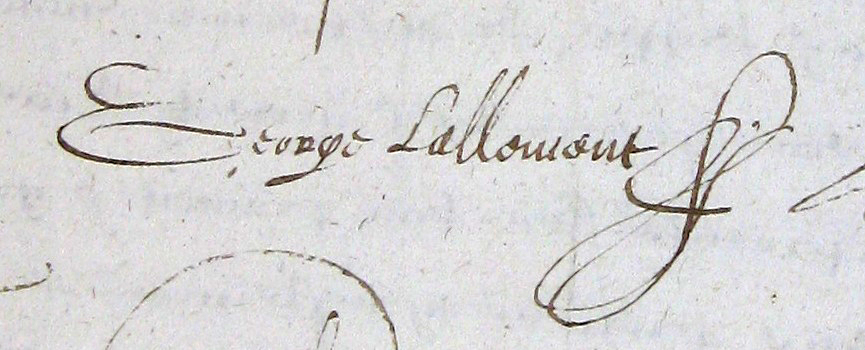
Signatur des Malers

Georges Lallemant (auch Lallemand) (* um 1575 in Nancy; † 1636 in Paris) war ein Maler aus Lothringen, der am Anfang des 17. Jahrhunderts in Paris tätig war.

## Leben
Er entstammte einer Kaufmannsfamilie. Seine zwei Brüder, die in Lothringen geblieben waren, hatten ebenfalls Künstlerberufe gewählt: Claude wurde Architekt, André Maler.
Georges Lallemant kam 1601 nach Paris. Er lernte das Malerhandwerk bei Claude Dubois, im Dezember 1605 heiratete er die Witwe seines Meisters. 1606 wurde er Mitglied der Pariser Maler- und Bildhauergilde. 1611 schuf er das Gruppenporträt der Pariser Schöffen, 1619 das Porträt des Königs Ludwig XIII. In den nächsten Jahren widmete er sich hauptsächlich religiösen Themen.
Auf Bestellung der Schustergilde schuf er vier Bildteppich-Kartons über das Martyrium der Heiligen Crispinus und Crispinianus, für die Kapelle der Schustergilde bestimmt. 1626 wurde er zum Hofmaler ernannt. Zu seinen Schülern gehörten u. a. Nicolas Poussin und Philippe de Champaigne. Georges Lallemant beschäftigte sich ebenfalls mit Grafik.